# Nya demokratiska partiet (Albanien)
Nya demokratiska partiet (på albanska Partia Demokrate e Re) är ett politiskt parti i Albanien. I valet 2005 fick partiet 4 mandat i parlamentet. Partiledare är Genc Pollo.